# Bruno I. (Isenburg-Braunsberg)

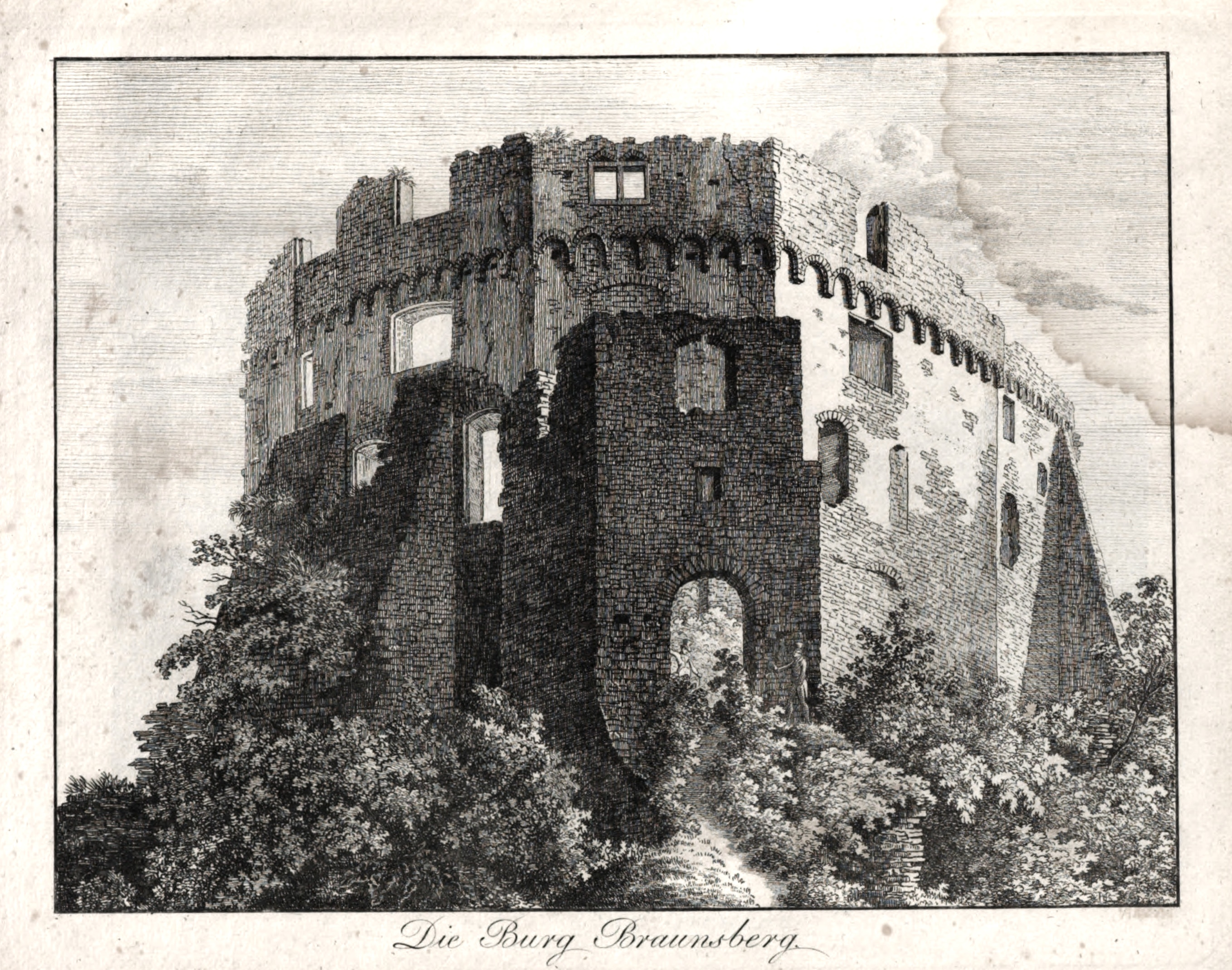
Burg Braunsberg im Jahr 1825

Bruno I. von Isenburg-Braunsberg, auch Bruno I. von Isenburg und Bruno I. von Braunsberg (* um 1160; † vor 8. Oktober 1210), urkundlich zwischen 1179 und 1198 bezeugt, war der Erbauer der Burg Braunsberg und nannte sich danach „Herr zu Braunsberg“. Er begründete die isenburg-braunsbergische Linie seines Hauses.

## Leben und Wirken
Bruno war ein Sohn von Rembold IV. von Isenburg († ca. 1175) und damit ein direkter Nachkomme des Gerlach I. von Isenburg, der Name der Mutter ist nicht bekannt. Seine Geschwister waren Rembold V. von Isenburg-Kempenich († um 1220), Bischof Arnold I. von Utrecht († um 1197) und Christina von Isenburg. Er heiratete Theodora von Wied (1190 und 1218 urkundlich erwähnt). Seine beiden Söhne Bruno (1210–1256) und Dietrich (1211–1254) erbten nach dem Tod seines Schwagers Lothar von Wied († 1244) zusammen mit zwei Vettern aus dem Hause Eppstein die Grafschaft Wied. Arnold, ein weiterer Sohn, war Erzbischof von Trier.
Bruno, der sich noch „von Isenburg“ nannte, hatte grundherrliche Rechte im Neuwieder Becken und bei Dierdorf. Eine Vergrößerung seines Grundbesitzes aufgrund seiner Heirat war nicht möglich, er war 1190 von Graf Dietrich I. von Wied mit Geld abgefunden worden. Die Ganerbenburg Isenburg teilten sich um 1200 bereits vier Familienzweige. Dieses veranlasste ihn, eine neue Burg zu bauen.

Umfang der Herrschaft von Bruno I. von Isenburg

Als Standort für seine Burg wählte er einen Felssporn über dem Aubachtal. Das Burggelände und den umliegenden Wald hatte er im Tausch gegen einen Weingarten bei Langendorf (heute Stadtgebiet von Neuwied) von dem Rommersdorfer Abt Elias († 1201) erworben. Bei der Auswahl des Standorts dürfte auch die Nähe der alten „Rheinstraße“ von Heddesdorf über Dierdorf nach Hachenburg, mit Anknüpfung an die Hohe Straße von Köln nach Frankfurt, eine Rolle gespielt haben. Burg Braunsberg lag nur wenige hundert Meter von dieser Straße, heute Landesstraße 258, entfernt. Hierdurch hatte Bruno die Möglichkeit, Zölle zu erheben und Kontrolle auszuüben.

## Familie
Von Bruno und Theodora sind insgesamt vier Söhne und eine Tochter bekannt:
- Ludwig (* um 1179; † nach 1197), Erstgeborener Sohn, 1197 zuletzt erwähnt.[4]
- Bruno II. (* um 1179; † vor 1255), 1210–1255 Herr von Isenburg-Braunsberg, ab 1243 zu einem Viertel Besitzer der Grafschaft Wied, Herr von Isenburg, 1210–1218 Vogt von Gladbach, Erbte ein Viertel der Stammburg Isenburg, ⚭ Johanna
- Dietrich I. der Ältere (* um 1185; † vor 1254), ab 1243 zu einem Viertel Besitzer der Grafschaft Wied, ⚭ Jutta († nach 1275), Tochter von Heinrich I. († 1228), 1190–1228 Graf von Zweibrücken
- Arnold II. (* um 1190; † 5. November 1259), 1217 Archidiakon zu Trier, 1228 Dompropst in Trier, 1242–1259 Erzbischof und Kurfürst von Trier
- Agnes (* vor 1195), ⚭ 1195 Werner III. (* um 1165; † 1221), Herr von Bolanden